# Половецька статуя зі Старого Орхею
Половецька статуя зі Старого Орхея — антропоморфна статуя кінця XI — початку XII ст, виконана з цільної скелі і розташована в безпосередній близькості від стародавньої переправи через річку Реут, в Національному парку Оргеїв. Вперше описана В. Д. Гукіним 1991 року.
За припущенням В. Д. Гукіна, є стародавнім покажчиком на місце броду в каньйоні річки Реут, що знаходиться на висоті 20-25 метрів, від поверхні річки. Стела виготовлена з монолітної вапнякової скелі розміром 80х90х270 см, оброблена лише її лицьова сторона розміром 9х70х100 см.

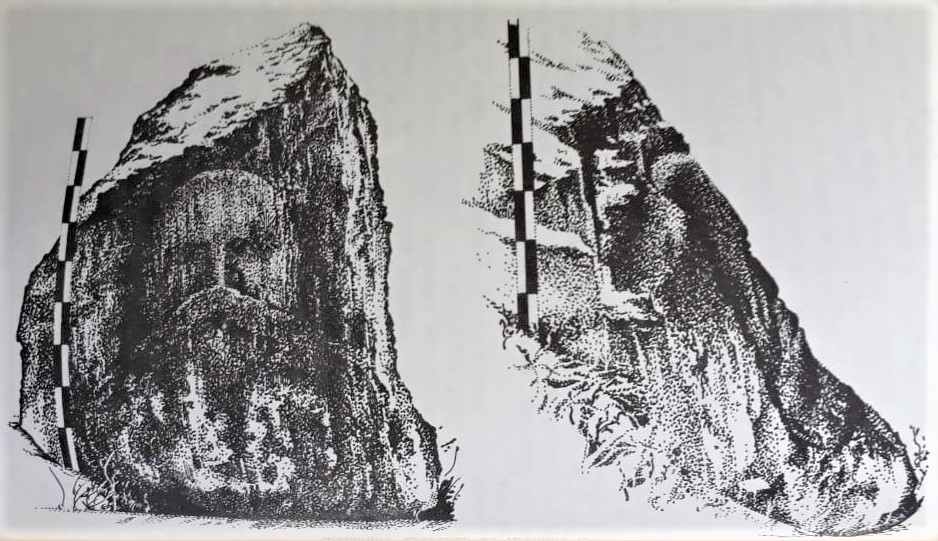
Малюнок лицьової сторони та профілю половецької статуї з масштабом.

За образотворчо-виробничими прийомами обробки дана стела відноситься до I або II типу статуй, зроблених у техніці барельєфу. Стела класифікується як «чоловіча статуя». Обличчя має яскраво виражені монголоїдні риси, на ньому чітко позначені брови та ніс із вираженими ніздрями, очі та вуса.
За припущенням І. А. Бондаря, чоловіча половецька статуя на річці Реут, може уособлювати образ давньотюрського бога Идук Йер-Суба — річкового божества, покровителя священної «землі-води», переправ, водопоїв та джерел.
Половецька статуя зі Старого Орхея — унікальна для центральної частини Дністровсько — Прутського міжріччя, не має прямих аналогів у половецькому полі — Дешт-І-Кіпчака.